# Stożkówka białoochrowa

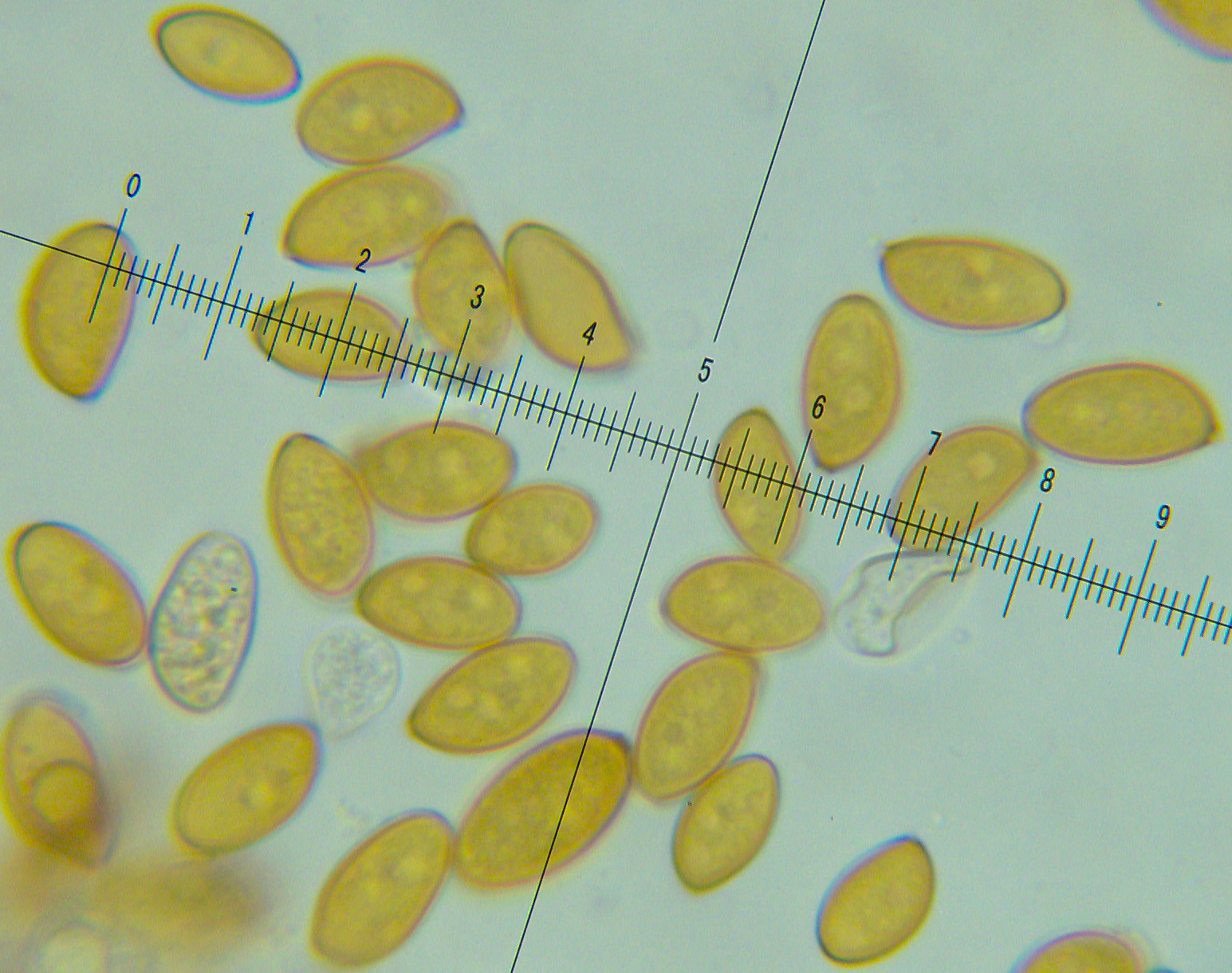
Zarodniki

Stożkówka białoochrowa (Conocybe siliginea (Fr.) Kühner) – gatunek grzybów z rodziny gnojankowatych (Bolbitiaceae).

## Systematyka i nazewnictwo
Pozycja w klasyfikacji według Index Fungorum: Conocybe, Bolbitiaceae, Agaricales, Agaricomycetidae, Agaricomycetes, Agaricomycotina, Basidiomycota, Fungi.
Po raz pierwszy zdiagnozował go w 1818 r. Elias Fries nadając mu nazwę Agaricus siligineus. Obecną, uznaną przez Index Fungorum nazwę nadał mu Robert Kühner w 1935 r.
Synonimy:

- Agaricus siligineus Fr. 1818
- Agaricus tener var. siligineus (Fr.) Fr. 1821
- Agaricus tener ? siligineus Fr. 1821
- Conocybe siliginea (Fr.) Kühner 1935 f. siliginea
- Conocybe siliginea (Fr.) Kühner 1935  var. siliginea
- Galera siliginea (Fr.) Quél. 1872
- Galera siliginea (Fr.) Quél. 1872 var. siliginea
- Galera tenera var. siliginea (Fr.) P. Kumm. 1871
- Galerula siliginea (Fr.) A.H. Sm. 1936

Nazwę polską zaproponował Władysław Wojewoda w 2003 r..

## Występowanie i siedlisko
Znane jest występowanie stożkówki półkulistej głównie w Europie. Dużo rzadsza jest w Ameryce Północnej i Południowej. W piśmiennictwie naukowym do 2003 r. podano 4 stanowiska. Aktualne stanowiska podaje internetowy atlas grzybów. W atlasie tym stożkówka białoochrowa należy do gatunków zagrożonych.
Saprotrof. Rośnie w lasach na ziemi. Owocniki pojawiają się od sierpnia do listopada.